# Hyundai Nexo
Le Hyundai Nexo est un SUV électrique produit par le constructeur automobile coréen Hyundai Motor en 2018, et fonctionnant avec une pile à combustible à 
hydrogène. 
Dévoilé au CES de Las Vegas 2018, il remplace le ix35 Fuel Cell et il est commercialisé aux États-Unis à partir de la fin 2018.

## Histoire
Le Hyundai Nexo est la deuxième génération de voiture à pile à combustible du constructeur coréen. 
Depuis son lancement, elle est l'un des deux seuls modèles à pile à combustible commercialisés aux particuliers sur le marché français, avec la Toyota Mirai.

## Caractéristiques techniques

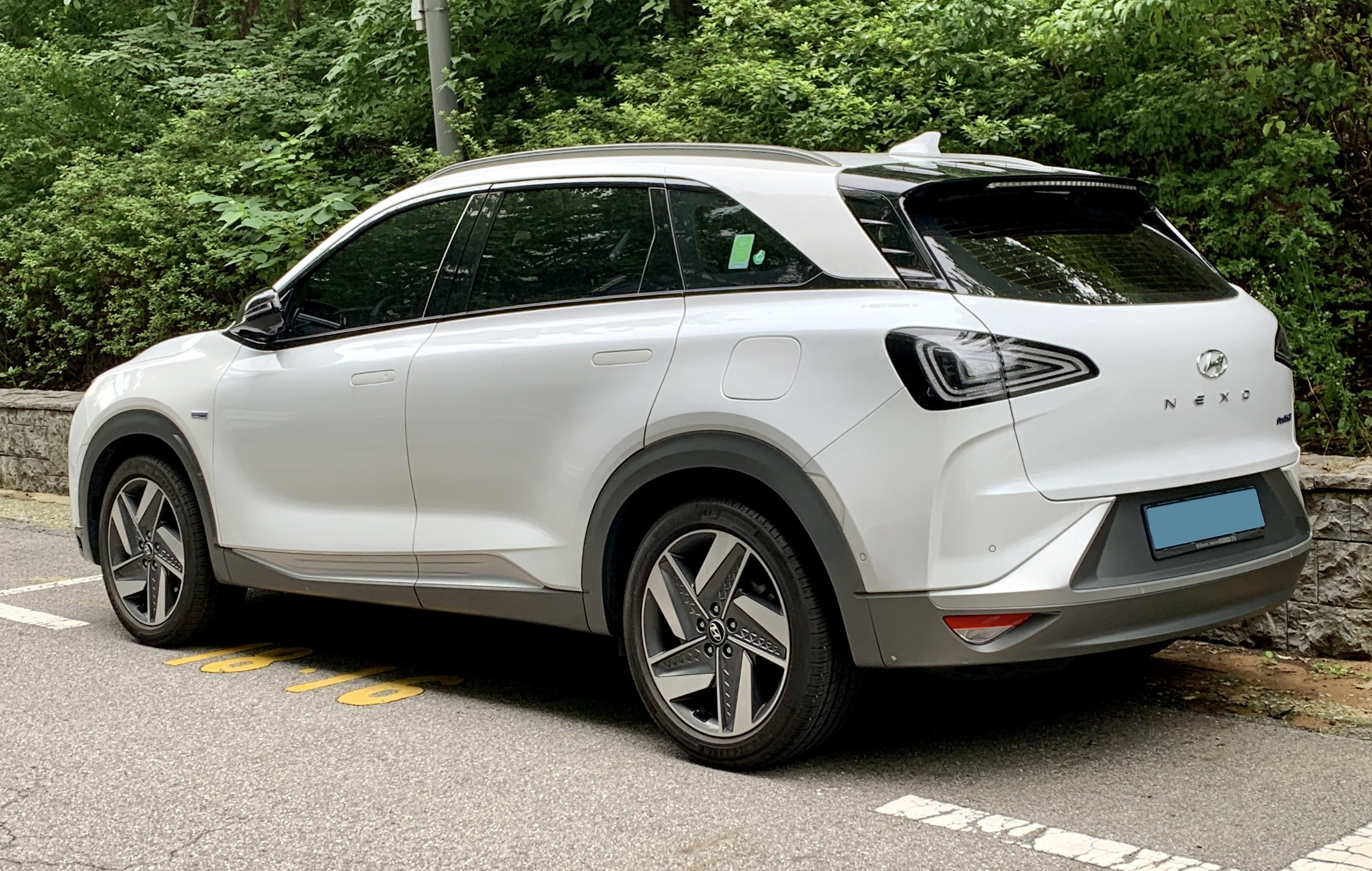
Vue de l'arrière.

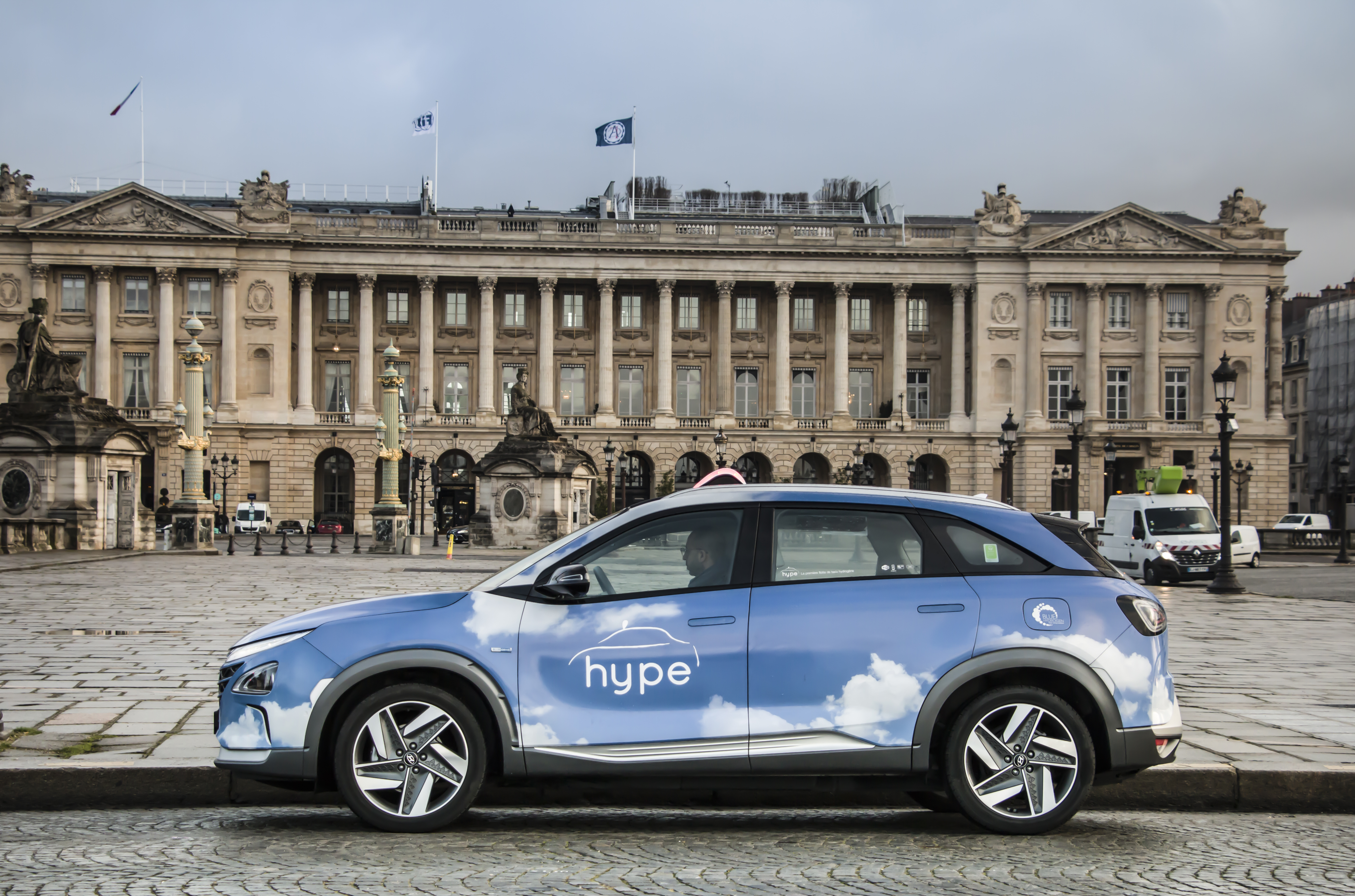
Hyundai Nexo de la société de taxis hype.

La Hyundai Nexo est équipée d'un moteur électrique synchrone à aimant permanent de 120 kW (163 ch) installé sur l'essieu avant alimenté par une pile à combustible de 95 kW. Le couple atteint 395 N m[réf. nécessaire].
Le Nexo reçoit trois réservoirs réalisés en fibre de carbone d'une contenance totale de 156,6 litres pour stocker 6,33 kg d'hydrogène. Le "plein" de carburant demande quelques minutes.
Le Nexo dispose en parallèle d'une batterie lithium-ion d'1,56 kWh, essentielle pour le fonctionnement de la technologie hydrogène.
Le SUV électrique bénéficie d'une autonomie de 666 km (norme WLTP), avec une consommation de 0,95 kg d'hydrogène aux 100 km.
Le 0 à 100 km/h se réalise en 9,54 s, et la vitesse maximale atteint 179 km/h.

## Finitions et personnalisation
- Executive

Le Nexo Executive propose des équipements technologiques tels que l'affichage des caméras d'angle mort sur le combiné numérique ainsi qu'un Park Assist avancé capable de faire de manière autonome certaines manœuvres de stationnement. L'écran tactile atteint une taille de 12,3 pouces, et l'intérieur est doté d'une sellerie claire ou encore d'un toit ouvrant.

### Personnalisation

#### Teintes de carrosserie
- Copper Metallic
- White Cream
- Ocean Indigo
- Shimmering Silver
- Titanium Grey (teinte mate)[2]